# Jordan Archer
Jordan Gideon Archer (Walthamstow, 12 aprile 1993) è un calciatore inglese naturalizzato scozzese, portiere del Portsmouth.

## Carriera

### Club

#### Inizi e vari prestiti
È cresciuto nelle giovanili di Charlton e Tottenham, con quest'ultimi esordisce nella Premier League 2, dedicata alle formazioni Under 23 delle principali squadre inglesi. Finita la trafila nei campionati dedicati ai ragazzi, nella stagione 2011-2012 viene mandato in prestito al Bishop's Stortford, in Conference North. In sesta categoria inglese ha così l'opportunità di giocare quasi tutte le partite da titolare e di chiudere con un dignitoso 10º posto finale. Nel 2012-2013, il Tottenham lo manda in prestito nuovamente, stavolta al Wycombe, in Football League Two. Il 29 settembre 2012 esordisce nella sconfitta per 3-0 contro il Dagenham & Redbridge. A fine campionato, chiude con un 15º posto (su 24 squadre) ed una salvezza tranquilla. Nel marzo del 2013, finito in prestito, viene aggregato alla prima squadra degli Hotspurs. Dopo un'intera stagione senza trovare spazio e giocare nemmeno un minuto, viene mandato per il 2014-2015 ancora in prestito al Northampton Town. Con il club gioca appena 13 partite prima di tornare a Londra.

#### Millwall e Oxford United
Il 2 febbraio 2015 viene ceduto in prestito con diritto di riscatto al Millwall, piccolo club della capitale inglese.
Nei Lions trova ulteriore spazio e fiducia, disputando ottime gare. La squadra lo riscatta così, a titolo gratuito, nell'estate successiva. Gioca in totale 4 stagioni e mezzo, arrivando vicino all'obiettivo promozione già nel 2015-2016, con un 4º posto finale. Promozione che arriva nel 2016-2017, con una fase playoff di altissimo livello (la squadra aveva chiuso il campionato al 6º posto). Il 4 agosto 2017 fa così la sua prima apparizione nella seconda categoria inglese, la Championship, a 24 anni e 3 mesi. Nella stagione 2017-2018, la squadra non solo mantiene la categoria ma chiude all'8º posto, fuori di appena 3 punti da ulteriori playoff. Meno fortunata invece la sua ultima stagione, prima di rimanere svincolato, 2018-2019, chiusa infatti con una lotta salvezza e con un 21º posto.
Il 6 dicembre 2019 trova un accordo con l'Oxford United, dopo mesi di inattività, ritornando in League One dopo 2 stagioni e mezzo.

### Nazionale
Ha fatto parte delle selezioni Under 19, 20 e 21 scozzese. Conta una presenza, in amichevole contro il Perù il 25 maggio 2018, con la selezione maggiore della Scozia.

## Statistiche

### Cronologia presenze e reti in nazionale
| Cronologia completa delle presenze e delle reti in nazionale ― Scozia | Cronologia completa delle presenze e delle reti in nazionale ― Scozia | Cronologia completa delle presenze e delle reti in nazionale ― Scozia | Cronologia completa delle presenze e delle reti in nazionale ― Scozia | Cronologia completa delle presenze e delle reti in nazionale ― Scozia | Cronologia completa delle presenze e delle reti in nazionale ― Scozia | Cronologia completa delle presenze e delle reti in nazionale ― Scozia | Cronologia completa delle presenze e delle reti in nazionale ― Scozia |
| Data                                                                  | Città                                                                 | In casa                                                               | Risultato                                                             | Ospiti                                                                | Competizione                                                          | Reti                                                                  | Note                                                                  |
| --------------------------------------------------------------------- | --------------------------------------------------------------------- | --------------------------------------------------------------------- | --------------------------------------------------------------------- | --------------------------------------------------------------------- | --------------------------------------------------------------------- | --------------------------------------------------------------------- | --------------------------------------------------------------------- |
| 29-5-2018                                                             | Lima                                                                  | Perù                                                                  | 2 – 0                                                                 | Scozia                                                                | Amichevole                                                            | -2                                                                    |                                                                       |
| Totale                                                                |                                                                       | Presenze                                                              | 1                                                                     |                                                                       | Reti                                                                  | -2                                                                    |                                                                       |